# فوزی عبدالغنی
فوزی عبدالغنی (انگلیسی: Faouzi Abdelghani؛ زادهٔ ۱۳ ژوئیهٔ ۱۹۸۵) بازیکن فوتبال اهل مراکش است.
از باشگاه‌هایی که در آن بازی کرده‌است می‌توان به باشگاه فوتبال مغرب تطوان، باشگاه فوتبال الوداد کازابلانکا، باشگاه فوتبال الاتحاد، باشگاه فوتبال المپیک خریبکه، باشگاه ورزشی الخور، و باشگاه فوتبال ویتوریا گیماریش اشاره کرد.